# سرخس حرشفي مسطح
سرخس حرشفي مسطح (الاسم العلمي:Polypodium platylepis) هو نوع نباتي يتبع جنس السرخس من فصيلة السرخسية